# Sonic the Hedgehog (videogioco 1991 8-bit)
Sonic the Hedgehog (ソニック・ザ・ヘッジホッグ?, Sonikku za Hejjihoggu) è un videogioco a piattaforme sviluppato da Ancient e pubblicato da SEGA per le console portatili Game Gear e Master System alla fine del 1991. Rappresenta la versione a 8 bit dell'omonimo titolo uscito su Mega Drive nel giugno della stessa annata.

## Trama
Similmente alla controparte originale, uno scienziato pazzo chiamato il Dottor Ivo Robotnik intrappola gli animali che abitano a South Island all'interno di robot che sfrutta per i propri loschi fini. Tuttavia la minaccia non passa di certo inosservata e il protagonista Sonic inizia la sua avventura per sventare i malvagi piani di conquista del Dr. Robotnik e liberare i suoi amici animali.

## Modalità di gioco
Sonic the Hedgehog è un videogioco a piattaforme a scorrimento laterale in 2D, simile nel gameplay alla controparte a 16 bit uscita su Sega Mega Drive, salvo per alcune meccaniche di gioco nuove e diversificate. Proprio come nell'originale, un porcospino antropomorfo di nome Sonic deve salvare gli animali residenti a South Island dal diabolico Dottor Robotnik, il quale ha intenzione di tramutarli tutti in robot. Il giocatore prenderà il controllo del protagonista e dovrà farlo saltare attraverso le varie piattaforme che gli si presenteranno evitando i nemici e gli ostacoli, rompendo i monitor contenti dei potenziamenti quali scudi, scarpe che aumenteranno momentaneamente la propria velocità o una breve invincibilità e dovrà toccare i vari checkpoint. Sonic deve raccogliere i rings, che gli permettono di salvarsi nel qual caso venga colpito da un nemico e da un ostacolo, tuttavia a differenza della versione originale se verrà colpito non avrà la possibilità di recuperare nessun ring. Il giocatore inizia la partita con tre vite; potrà perderne una nel caso verrà ferito senza avere nemmeno un ring con sé, annegando o cadendo in un burrone. Perdendo tutte le vite apparirà la schermata di game over e da quel momento bisognerà ricominciare il gioco da capo. Il gameplay è leggermente più lento e si concentra maggiormente sull'esplorazione rispetto all'originale.
Sonic viaggia attraverso sei livelli chiamati zone, ognuno dei quali è composto da due atti e una battaglia boss contro Robotnik. Ognuna delle aree presenta un tema differente, alcuni dei quali sono stati presi dalla versione per Mega Drive. Le differenze maggiori rispetto alla controparte casalinga sono l'assenza delle volte verticali, la possibilità di far immergere il personaggio in alcune zone specifiche e l'assenza delle fasi speciali, difatti per ottenere gli Smeraldi del Caos bisognerà cercarli all'interno delle singole aree. Ottenute tutte e sei le gemme preziose, si potrà ottenere il finale positivo, ovverosia quello veritiero. Completato un qualsiasi atto, il porcospino colpirà un cartello ed a seconda dell'immagine che comparirà su di esso al termine della giravolta si avrà diritto ad un bonus diverso; se il giocatore ha con sé almeno 50 rings potrà accedere ad un livello bonus basato su un flipper dovrà potrà raccogliere rings e continua aggiuntivi.

### Zone
Il gioco si divide in sei zone principali.
- Green Hill Zone (Zona della collina verde nell'edizione italiana): è la prima ad apparire nel gioco e consiste in un variopinto paradiso terrestre caratterizzato da palme lussureggianti, colorati fiori esotici, cascate e laghi blu ed un particolare suolo a quadri marroni[17][18].
- Bridge Zone (Zona dei ponti nell'edizione italiana): è la seconda zona ed è caratterizzata dalla presenza di numerosi ponti (da qui il nome) che possono sgretolarsi facilmente al passaggio su di essi e perciò bisognerà fare attenzione a non cadere nelle acque del lago facendo uso di una buona sincronizzazione dei movimenti[19][18].
- Jungle Zone (Zona della giungla nell'edizione italiana): è la terza zona ed è ambientata in una fitta giungla umida e tetra piena di fiori selvaggi e piante esotiche ma il pericolo più grande è la presenza delle cascate[19][18].
- Labyrinth Zone (Zona del labirinto nell'edizione italiana): è la quarta zona e presenta un labirinto intricato sepolto sott'acqua dove Sonic dovrà fare attenzione a respirare le bolle d'aria presenti in alcune parti del livello prima di perdere una vita per annegamento[20][21].
- Scrap Brain Zone (Zona dei cervelli in frantumi nell'edizione italiana): è la quinta zona collocata in un'area urbana con un labirinto metallico colmo di trappole e nemici[20][21].
- Sky Base Zone (Zona della base area nell'edizione italiana): è la sesta zona ed è completamente ambientata in una base area (da cui deriva il nome) attrezzata di raggi laser e missili mortali[20][21]. Inoltre qui si trova il dirigibile del Dr. Robotnik, nonché nascondiglio del perfido scienziato pronto alla battaglia finale contro l'eroe Sonic[20][21].

### Power-up

Il power-up Shield

Attraverso i vari livelli il giocatore potrà trovare lungo il tragitto dei monitor, i quali una volta distrutti da Sonic dopo un salto o durante una capriola potranno dargli un power-up differente a seconda dell'immagine raffigurata su di essi.
- Super Ring (Anello Super nell'edizione italiana): Permette di guadagnare dieci rings[22][23].
- Shield (Scudo nell'edizione italiana): Consente di proteggersi dai colpi dei nemici evitando così la perdita dei rings in possesso, funziona anche in assenza di anelli, tuttavia non può salvare il personaggio dal perdere una vita quando cadrà in un burrone senza fondo, annega, viene schiacciato o si finisce il tempo a propria disposizione[22][23].
- Power Sneakers (Piedi motorizzati nell'edizione italiana): Permettono di correre più velocemente per un breve lasso di tempo[24][25].
- One-Up (Una Su nell'edizione italiana): Aggiunge un continua tra quelli già disponibili[24][25].
- Invincible (Invincibile nell'edizione italiana): Farà guadagnare a Sonic una temporanea invulnerabilità dai nemici ma non lo salverà dagli ostacoli di grande entità ovvero i burroni, l'annegamento, lo schiacciamento o la scadere del tempo[24][25].

## Sviluppo

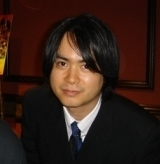
Yuzo Koshiro, compositore del gioco, qui al PLAY! A Video Game Symphony nel 2006

Nel 1990, SEGA pubblicò il Game Gear, una console portatile a 8 bit creata con il principio di rivaleggiare con il Game Boy di Nintendo. Nello stesso periodo, Sonic Team stava sviluppando Sonic the Hedgehog per la console casalinga a 16 bit Mega Drive e SEGA voleva aumentare il numero di consumatori della sua portatile producendo anche una versione di Sonic per tale sistema. Il compositore Yuzo Koshiro, all'epoca ventiduenne, aveva iniziato a lavorare da poco tempo per l'azienda e gli fu richiesto di comporre la colonna sonora di The Revenge of Shinobi (1989). In seguito a ciò, disse a un capo sezione che avrebbe potuto produrre il gioco da solo. Così, un general manager che conobbe mentre lavorava al precedente titolo gli chiese di creare l'edizione per Game Gear di Sonic. Koshiro fondò l'Ancient per sviluppare il videogioco dato che al tempo SEGA non poteva stipulare contratti con una singola persona. La sorella, Ayano Koshiro, fece da direttrice mentre la madre Tomo Koshiro si occupò del "dietro le quinte", mentre il primo programmatore a cui si rivolse fu Shinobu Hayashi. La versione a 8 bit di Sonic fu creata specificatamente per Game Gear, ma SEGA assegnò ad Ancient il compito di sviluppare una anche per Master System, che stava riscontrando delle buone vendite e presentava un hardware simile.
Convertire il gioco originale sull'hardware a 8 bit si rivelò impossibile, così Ancient ricreò il proprio Sonic da zero, il team di sviluppo decise di rendere completamente diverso rispetto alla controparte uscita su Mega Drive. Secondo Koshiro, il gioco ebbe tre fasi di sviluppo. La prima vide Ancient svilupparla basandosi su quella per Mega Drive mentre la seconda e la terza cominciarono ad utilizzare delle loro idee, sempre con la supervisione di SEGA. Koshiro dichiarò che reinventare Sonic per una piattaforma a 8 bit si rivelò una vera sfida, dato che non aveva lavorato per SEGA e non aveva mai sviluppato un videogioco prima di allora, nonostante ciò SEGA ebbe fiducia in lui per via del rapporto che si era formato fra i due. Koshiro compose la colonna sonora e cercò di mantenere il più possibile lo stesso stile presente nelle tracce su Mega Drive. Inizialmente convertì la musica di Masato Nakamura, compositore dell'edizione a 16 bit, tramite un generatore sonoro programmabile che l'avrebbe resa in 8 bit, tuttavia finì per utilizzare solamente tre tracce mentre Koshiro si occupò di arrangiare le restanti.

## Pubblicazione
SEGA pubblicò Sonic per Game Gear il 28 dicembre 1991. La versione per Master System, sistema lanciato nello stesso periodo, la data specifica è sconosciuta. In Europa il gioco fu integrato in alcune versioni del Sega Master System II. Dato che il Master System non ebbe successo negli Stati Uniti d'America, il titolo di Sonic per questa piattaforma viene considerato di valore collezionistico mentre in Europa fu piuttosto popolare. L'edizione per Master System statunitense non è altri che una conversione di quella europea; SEGA coprì semplicemente il European Article Number presente sulla confezione del gioco con un adesivo che presentava l'Universal Product Code. Nintendo World Report descrisse il gioco come una "strana" uscita del franchise dato che non si concentra sulla velocità. Nonostante abbia avuto successo, l'edizione a 8 bit ebbe un numero di vendite decisamente inferiore rispetto all'originale per Mega Drive.
Successivamente la versione per Game Gear è stata convertita per diverse compilation ed è stata inclusa in Sonic Adventure DX: Director's Cut (2003) per GameCube e Windows come sbloccabile assieme agli altri 11 giochi della serie usciti su Game Gear e Sonic Mega Collection Plus (2004) per PlayStation 2, Xbox e Windows. Nel 2003 uscì come uno dei titoli di lancio del servizio Sega Mobile di Sega of America per telefoni cellulari esclusivamente per il mercato nord americano. L'edizione per Master System è stata resa disponibile per il servizio Virtual Console di Wii nell'agosto 2008 in Giappone ed in Nord America e nel mese seguente in Europa. Sempre quella per Game Gear è uscita su Virtual Console ma per Nintendo 3DS il 13 giugno 2013. È stato inoltre incluso nella variante di colore nero del Game Gear Micro uscito nel 2020 e nella compilation Sonic Origins Plus (2023) per PlayStation 4, PlayStation 5, Xbox One, Xbox Series X, Nintendo Switch e Windows.
In Sonic Gems Collection (2005) per GameCube e PlayStation 2 è possibile sbloccare nella modalità Museo una demo del gioco che presenta un conto alla rovescia di cinque minuti e che permette di iniziare la partita direttamente dal boss finale, una volta sconfitto quest'ultimo il giocatore potrà continuare la partita fino allo scadere del tempo.
Tra le due console portatili su cui è uscito il gioco sono presenti svariate differenze: nella versione per Game Gear per via delle ridotte dimensioni dello schermo furono aggiunti dei cartelli che riportavano un punto esclamativo nella prima zona, i quali servivano per avvisare il giocatore di fare attenzione a non cadere dalla piattaforma altrimenti avrebbe subito dei danni, il secondo atto di Jungle Zone (chiamata nell'edizione italiana Zona della giungla) permette di percorrere la discesa verticale senza perdere una vita rendendo il tutto più semplificato, il design di Labyrinth Zone (chiamata nell'edizione italiana Zona del labirinto) è diverso ed è stata spostata la collocazione dello Smeraldo del Caos, vari boss sono diversi e più semplici da affrontare che nella controparte per Master System, le fasi bonus presentano un altro design, è presente un'introduzione differente precedente alla schermata del titolo, lo sprite di Sonic è più piccolo e la paletta dei colori è leggermente più definita.

## Accoglienza
| Testata                            | Versione | Giudizio |
| ---------------------------------- | -------- | -------- |
| GameRankings (media al 09-12-2019) | SMS      | 75.00%   |
| AllGame                            | SMS      | 4/5      |
| AllGame                            | GG       | 4/5      |
| GamePro                            | SMS      | 22/25    |
| GamePro                            | GG       | 24/25    |
| ACE                                | GG       | [ 55 ]   |
| Go!                                | GG       | 93%      |
| Mean Machines                      | SMS      | 90%      |

Sonic the Hedgehog fu acclamato dalla critica. La maggior parte lo ritenne una ricreazione fedele del gioco per Mega Drive, come ACE e Mean Machines a cui piacque. La varietà dei livelli di gioco ed i loro design, l'azione frenetica ed il gameplay coinvolgente, il sonoro e la qualità delle immagini furono ritenute alla pari con la versione originale. Il recensore di ACE fu impressionato di vedere le caratteristiche principali dell'edizione per Mega Drive riportate su un sistema a 8 bit in modo praticamente identico, GamePro ritenne la grafica "sopra la media" per essere un gioco a 8 bit. I recensori criticarono la difficoltà relativamente bassa e la poca longevità, tuttavia Computer and Video Games ritenne che erano presenti gli stessi identici problemi dell'originale mentre Go! lo trovò più impegnativo confrontato con la controparte per la console casalinga. Nonostante alcuni difetti, questi non hanno comportato una perdita di qualità a livello di gioco, e CVG dichiarò che il gioco offriva ancora molte cose al giocatore e lo trovò una conversione buona.
Altre recensioni arrivarono con l'uscita del titolo sul servizio Virtual Console dove i giudizi rimasero comunque positivi. IGN scrisse che sebbene non fosse visivamente accattivante, veloce o ambizioso come il suo predecessore a 16 bit, Sonic the Hedgehog rimase ancora un gioco valido con il design di livelli che riuscivano a conservare le sensazioni dell'originale. Nintendo Life lo ritenne uno dei migliori titoli a piattaforme per Master System e lo vide come un pezzo interessante della storia del franchise di Sonic the Hedgehog, mentre trovò l'edizione per Game Gear facilmente consigliabile sia per coloro che avevano giocato precedentemente a quella per Mega Drive ed erano alla ricerca di una nuova esperienza sia a chi aveva appena iniziato a scoprire la serie, affermando "È breve, ma è piacevole", oltre ciò considerò che la ricerca degli Smeraldi del Caos aggiunse un motivo in più per rigiocarlo. GameSpy recensì la raccolta Sonic Mega Collection Plus, considerando questo gioco e Sonic Chaos (1993) gli unici titoli per Game Gear per cui valeva la pena giocare.

### Eredità
GamesRadar+ nominò Sonic the Hedgehog come il quarto miglior gioco per Game Gear, e lo stesso sito web e Retro Gamer lo classificò come uno dei migliori titoli per Master System. Questo capitolo a 8 bit fu il primo videogioco sviluppato da Ancient e l'unico dell'intera saga ad essere prodotto dall'azienda. Dal sequel del 1992, Sonic the Hedgehog 2, in poi tutti i titoli a piattaforme furono sviluppati da Aspect Co.. La musica presente nel livello Bridge Zone (chiamata nell'edizione italiana Zona dei ponti) divenne uno dei più famosi della serie di Sonic e fu riutilizzato in seguito come tema musicale di Tails in Sonic Adventure.